# Zebrasoma rostratum
Zebrasoma rostratum là một loài cá biển thuộc chi Zebrasoma trong họ Cá đuôi gai. Loài cá này được mô tả lần đầu tiên vào năm 1875.

## Từ nguyên
Từ định danh của loài cá này (rostratum) trong tiếng Latinh có nghĩa là "mỏ chim", ám chỉ phần mõm của loài cá này nhọn hơn so với Zebrasoma flavescens, một loài chị em của chúng.

## Phạm vi phân bố và môi trường sống
Z. rostratum có phạm vi phân bố ở Trung và Nam Thái Bình Dương. Loài cá này được tìm thấy từ Tuvalu đến quần đảo Pitcairn, bao gồm toàn bộ các quần đảo nằm trong Polynesia thuộc Pháp; phía bắc giới hạn đến quần đảo Line và phía nam đến đảo Phục Sinh. Một cá thể lang thang đã được ghi nhận ở ngoài khơi đảo Oahu, Hawaii vào năm 1997.
Z. rostratum sống gần các rạn san hô ở độ sâu đến ít nhất là 35 m.

## Mô tả
Chiều dài cơ thể tối đa được ghi nhận ở Z. rostratum là 21 cm. Thân có màu nâu sẫm, gần như đen với các sọc mờ màu xanh lam. Vây lưng và vây hậu môn có thể căng rộng. Cuống đuôi có một ngạnh sắc màu trắng ở mỗi bên.
Số gai ở vây lưng: 4 - 5; Số tia vây ở vây lưng: 23 - 28; Số gai ở vây hậu môn: 3; Số tia vây ở vây hậu môn: 19 - 24; Số gai ở vây bụng: 1; Số tia vây ở vây bụng: 5.

## Sinh thái và hành vi
Z. rostratum có nhiều răng nhỏ ở họng nên chế độ ăn của chúng được nghĩ là các loài tảo dạng sợi, tương tự như một loài chị em khác của nó, Zebrasoma xanthurum.